# Havlíčkova Borová
Havlíčkova Borová település Csehországban, a Havlíčkův Brod-i járásban. Havlíčkova Borová Radostín, Slavětín, Žižkovo Pole, Oudoleň, Krucemburk, Modlíkov, Česká Bělá és Vepřová településekkel határos. Lakosainak száma 990 fő (2024. január 1.).

## Népesség
A település lakosságának változását az alábbi diagram mutatja:
| Lakosok száma | 2097 | 2130 | 1867 | 1372 | 996  | 924  | 954  | 967  | 976  | 990  |
|               | 1869 | 1890 | 1921 | 1950 | 1980 | 2001 | 2017 | 2019 | 2022 | 2024 |